# Anton Petter

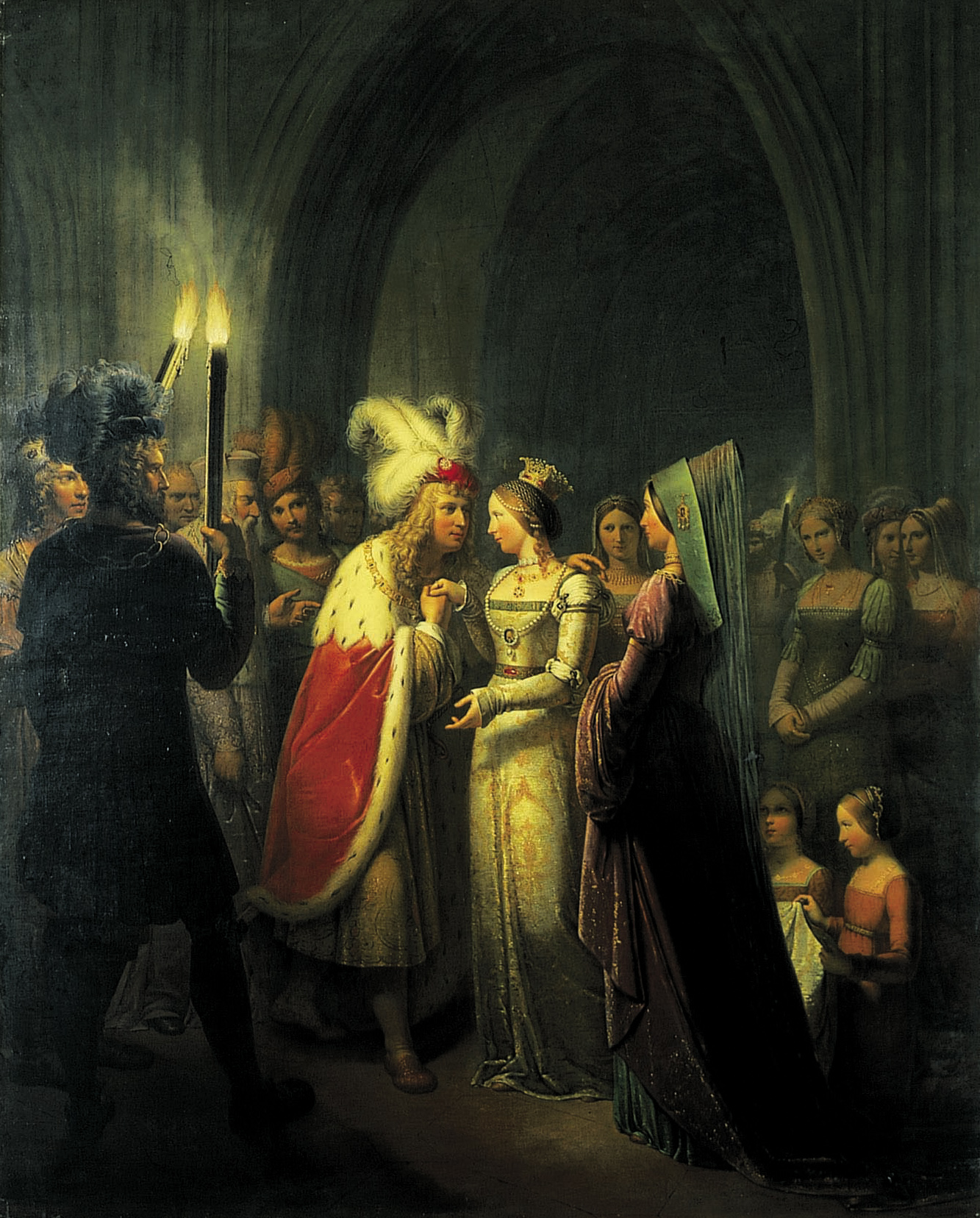
Maxmilian I. a Marie Burgundská (1813, Štýrský Hradec)

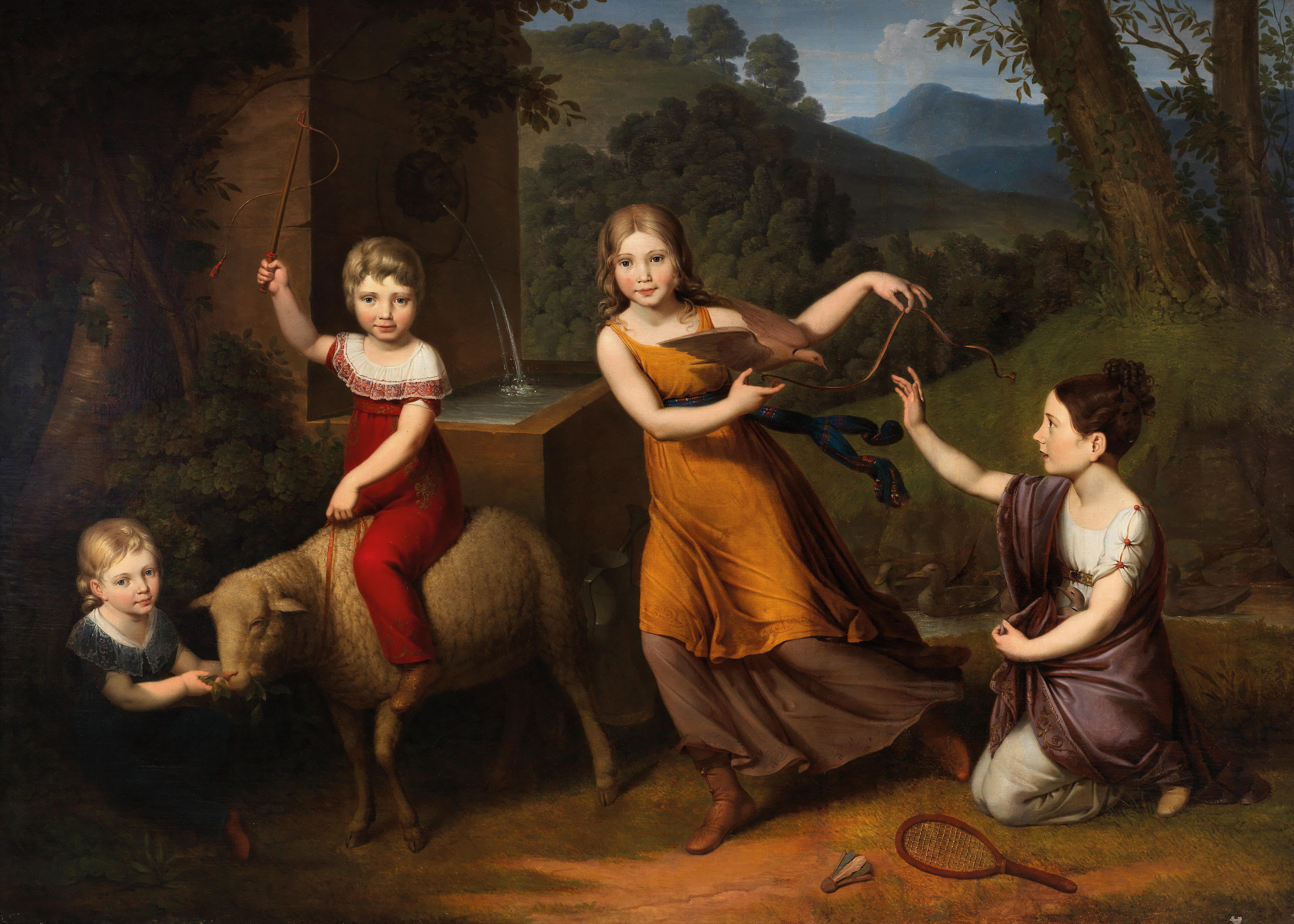
Hrající si děti v parku (před 1858)

Anton Petter (12. dubna 1781, Vídeň – 14. května 1858, tamtéž) byl rakouský klasicistní malíř. Věnoval se především malbě historických a náboženských obrazů z rakouských dějin.

## Život
Anton Petter se narodil v bývalém vídeňském předměstí Mariahilf. Jeho otcem byl architekt a kreslíř Johann Baptist Petter a jeho bratrancem malíř květin a vedoucí speciální školy malby videňské porcelánky Franz Xaver Petter. Od roku 1792 studoval na vídeňské Akademii výtvarného umění, kde se zabýval především vytvářením replik obrazů starých mistrů. Roku 1808 odešel do Říma a o rok později mu vyučující z Akademie jako prvnímu v historii udělili ocenění Reichel-Preis za mimořádný umělecký počin. S cenou se pojila finanční dotace 1 500 zlatých. Roku 1814 se stal členem vídeňské Akademie a od roku 1822 zde působil jako profesor historické malby. Mezi lety 1829 a 1850 stál v čele fakulty malířství a sochařství.

## Výběr z díla

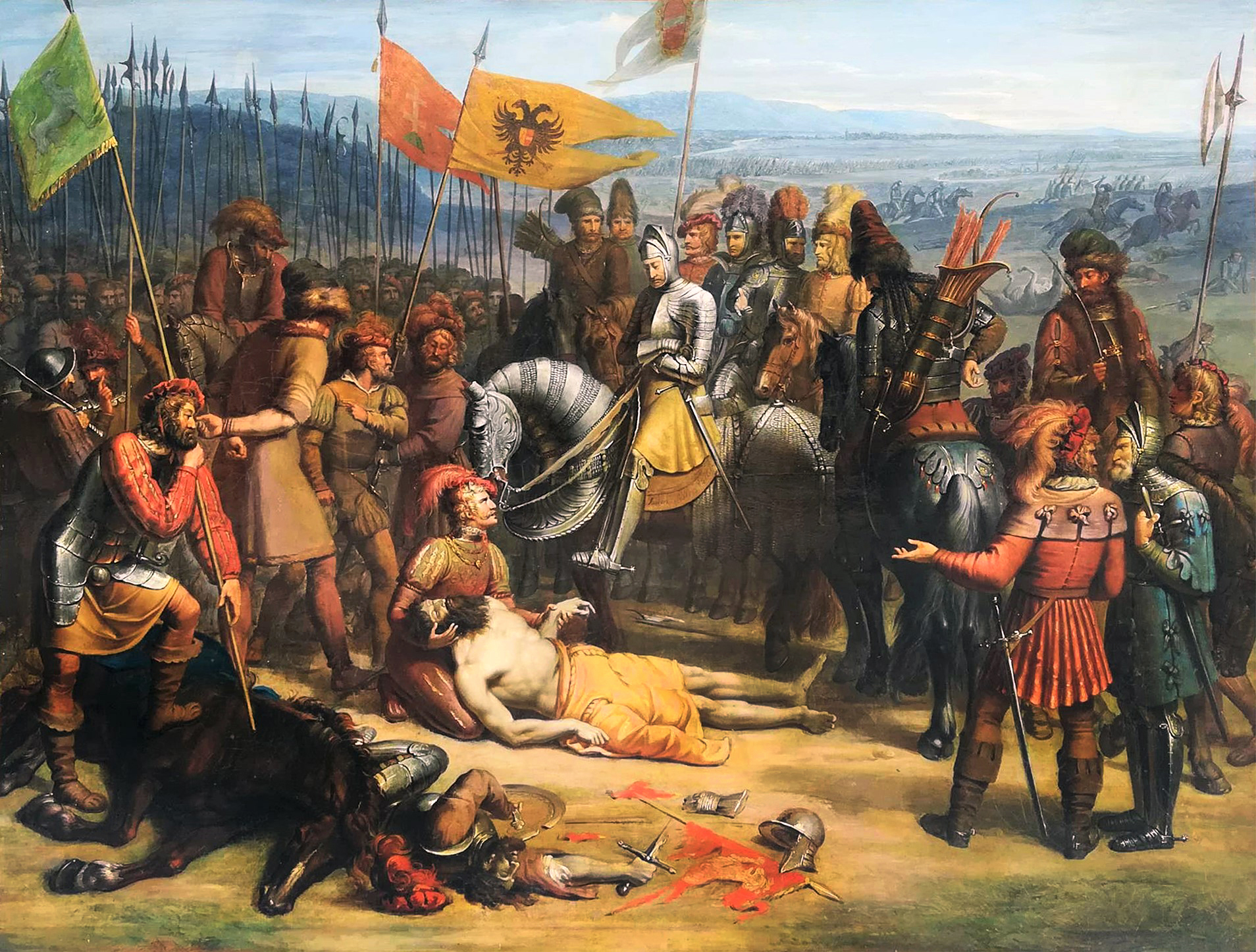
Anton Petter - Bitva na Moravském poli

- Smrt Meleager (Vídeň, obrazárna Akademie výtvarných umění, inv. č. 167)
- Císař Maximilián I. a Marie Burgundská (Štýrský Hradec, Nová galerie), 1813
- Faidra, 1817, (Mödling, Museum Mödling), olej na plátně, 190×252 cm
- Václav II., syn krále Přemysla Otakara II., žádá Rudolfa Habsburského o tělo svého padlého otce (Vídeň, Rakouská galerie Belvedere), 1826, olej na plátně, 180×222 cm
- Král Achašveróš odsuzuje Hamana k smrti (Vídeň, Rakouská galerie Belvedere), 1835, olej na plátně, 128×159 cm
- Zavraždění svatého Václava, 1844 (Opava, Kostel svatého Václava), olej na plátně, 850×510 cm
- Svatý Mořic v Thébské legii (hlavní oltář v kostele svatého Mořice v Kroměříži)
- Svatý Jan Nepomucký (evangelní strana bočního oltáře v kostele svatého Mořice v Kroměříži)[2]
- Bitva na Moravském poli  - Rudolf Habsburský nad padlým Přemyslem II,   olej na plátně 70.5 x 95 cm